# 磐梯熱海温泉
磐梯熱海温泉（ばんだいあたみおんせん）は、福島県郡山市熱海町（旧国陸奥国、明治以降は岩代国）にある温泉。

## 泉質
- アルカリ性単純泉
- 源泉温泉53.0度

月岡温泉、いわき湯本温泉とともに「磐越三美人湯」に数えられている。また名湯百選の一つ。

## 温泉街

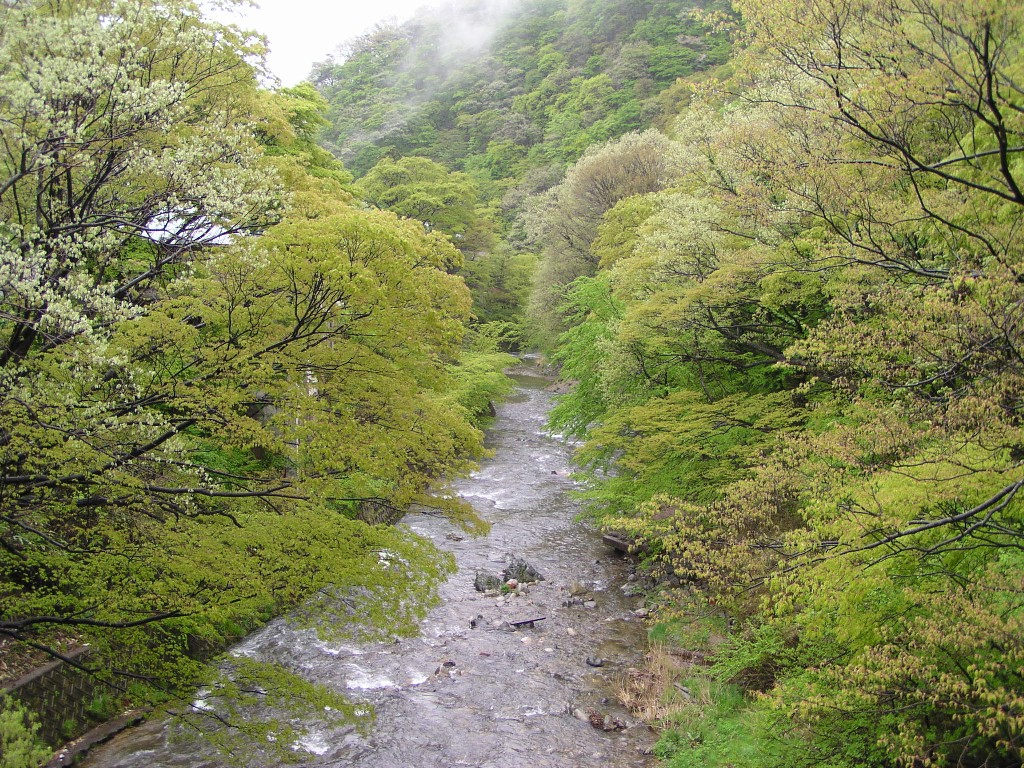
磐梯熱海温泉近くの五百川（2005/5/7撮影）

郡山の奥座敷として歓楽街温泉であったことから、規模の大きなホテルも多い。
温泉街は磐梯熱海駅のすぐそばと、五百川に沿って旅館が建ちならぶところと2つに分かれているが、非常に近接しているため、通常は1つの温泉街として扱われる（上の写真は五百川沿いの温泉街である）。
五百川の渓谷沿いにある温泉街の方が比較的歴史が古く、現在も20数軒の旅館が存在する。
源泉は五百川沿いに共同のものがある他、専用の源泉があるホテルや旅館も多い。
共同浴場は錦星湯、「霊泉」元湯の2軒が存在する。足湯は磐梯熱海駅前と五百川沿いにあり、日没まで無料で利用することができる。また、各旅館が設置している足湯も幾つかあり、無料で利用できる。
スポーツ施設が多いのが特徴で、温泉街の近くにはプールや多目的アリーナを備えた郡山ユラックス熱海、熱海フットボールセンターを併設するほっとあたみ、ふくしま国体とスポーツ祭東京2013の会場となった磐梯熱海アイスアリーナと郡山スケート場の両スケート場、多目的グラウンド（野球場兼陸上競技場）や体育館、熱海サッカー場などを備える磐梯熱海スポーツパーク、郡山熱海カントリークラブ等、多くのスポーツ施設がある。このため、磐梯熱海温泉旅館協同組合では、スポーツ温泉と謳っている。
観光スポットは、江戸〜昭和初期の着物を展示している日本きもの文化美術館などがある。
イベントとしては、毎年8月に温泉街で開かれる萩姫まつり、冬季に開催されるアイスホッケーアジアリーグ公式戦、毎年12月に磐梯熱海町内2つのスケート場で開かれる磐梯熱海温泉つるりんこ祭等がある。

## 歴史

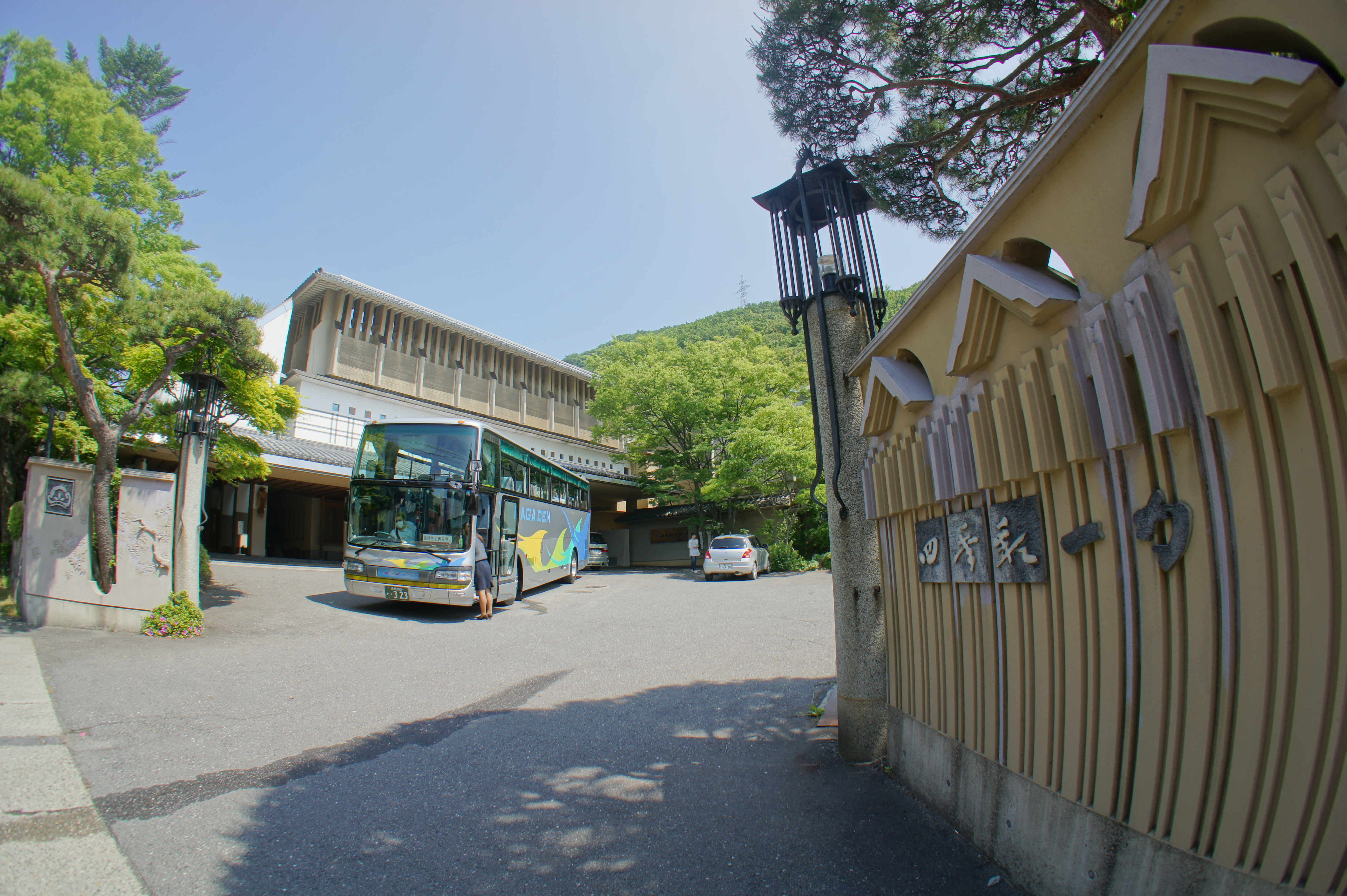
温泉宿（四季彩一力）

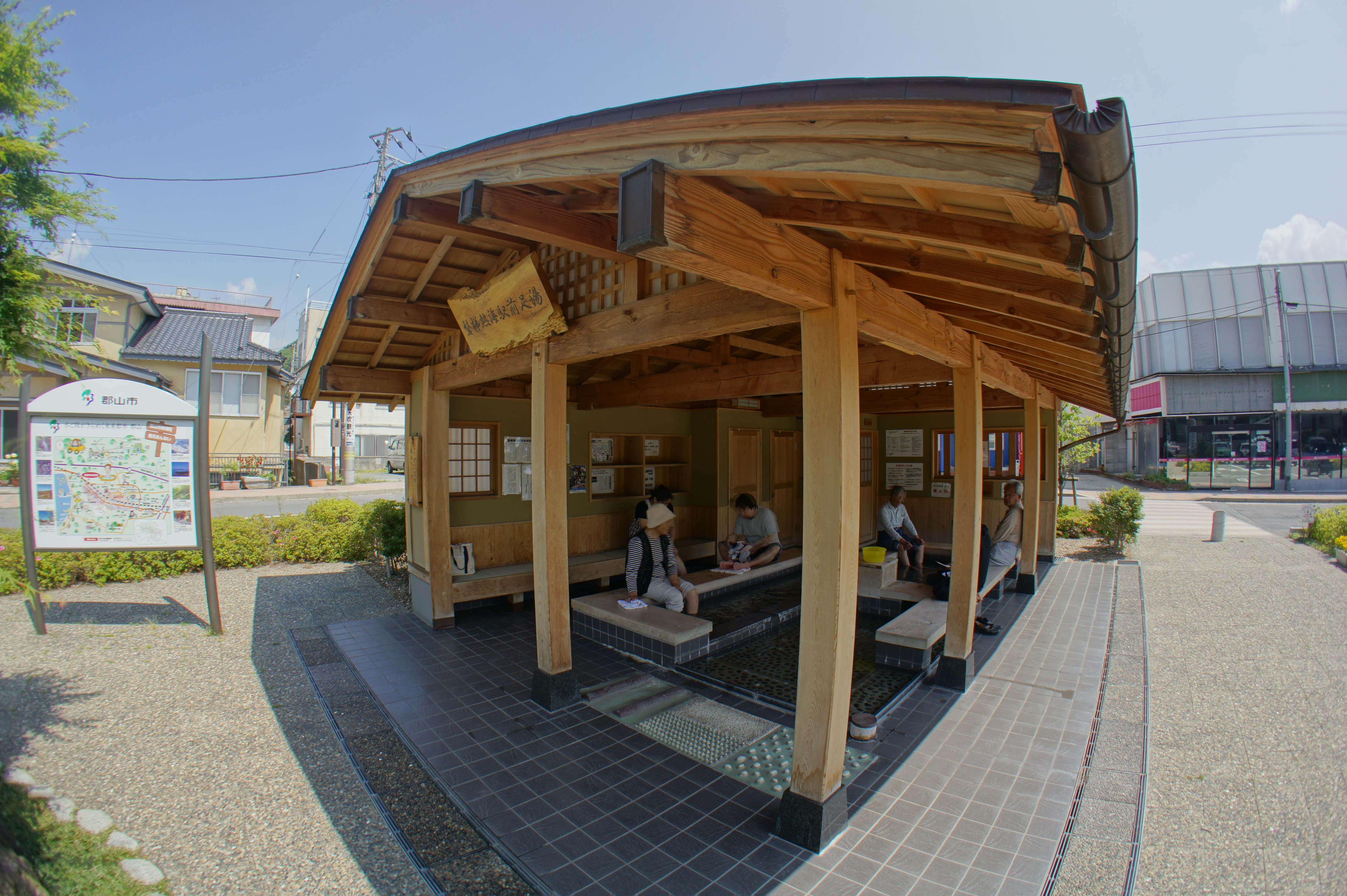
磐梯熱海駅前足湯

開湯は800年前である伝えられる。熱海という地名は、奥州合戦の後にこの地の領主になった、源頼朝の家臣伊東祐長の出身地である伊豆にある、熱海温泉に由来する。
南北朝時代から室町時代初期の頃、公家の万里小路藤房の娘萩姫が不治の病にかかり、夢枕に立った不動明王から、都から東北方面に行き、500本目の川岸に霊泉があるというお告げを受けた。これに従って当温泉に辿り着いた萩姫は、湯治して全快したと伝えられる。これに感謝して侍女雪枝が不動明王を祀ったのが不動滝近くにある大峯不動尊だという。また、温泉街を流れる五百川は、この伝説が名称の由来となっている。
1918年に四季彩一力が創業。2年後には詩人の大町桂月が宿泊して漢詩を残しており、現在、庭園内にはその詩碑が立つ。
1969年2月5日、磐光ホテルで火災が発生し、死者31人、負傷者41人の大惨事になる（磐光ホテル跡地はその後名古屋鉄道が買収し、「磐梯グランドホテル」として再開したが現在は廃業して建物も取り壊されている）。
1970年には第21回全国植樹祭で昭和天皇が、1984年には上皇明仁が当温泉（一力）に宿泊。
1989年、日帰りの入浴施設や多目的の大型ホール、アリーナ等を備えた複合施設郡山ユラックス熱海がオープン。
1995年には秋篠宮文仁親王が当温泉（一力）に宿泊。
1996年9月、熱海バイパスが開通し、温泉街中心部を通る旧国道49号の交通量が大幅に減少。これに合わせて、歩行者が歩きやすいまちづくりが行われる。
2004年に発生した温泉偽装問題では、井戸水利用なのに温泉利用と思わせる表記をしていた旅館が一軒あったと報じられたものの、2007年現在この問題は解決している。
2004年10月2日には、磐梯熱海駅前に足湯がオープンした。
2008年5月には温泉街に日本きもの文化美術館がオープンし、県外からの観光客も呼べる新名所としてにぎわっている。
2009年より東北フリーブレイズのホームリンクとして磐梯熱海アイスアリーナが使用されている。
2015年2月、イギリス王室のウィリアム王子が来日、28日には当温泉（一力）で夕食会が催され、宿泊した。
2018年5月、観光物産館や熱海フットボールセンターなどからなる熱海多目的交流施設ほっとあたみがオープン。

## イベント
- 湯泉神社元朝参り（元日、甘酒のふるまいなど）
- 磐梯熱海温泉萩姫まつり（8月9日、10日開催、縁日、温泉感謝祭、献湯祭、めっけ市、萩姫万灯パレードなど）
- 磐梯熱海温泉つるりんこ祭（12月初旬、郡山スケート場などで開催、氷上綱引大会やスケート体験教室など）

## アクセス
- 鉄道：JR磐越西線 磐梯熱海駅すぐ
- 自動車：E49磐越道 磐梯熱海ICから車で6分程度。また郡山駅からは国道49号を経由して車で20分程度。

## 周辺
- 磐梯熱海スポーツパーク
- 磐梯熱海アイスアリーナ
- 郡山ユラックス熱海
- ほっとあたみ
- ゆけむり緑地
- 湯のまちぎゃらりー
- 日本きもの文化美術館
- 丸守発電所
- 大峯不動滝
- 磐梯熱海穴守稲荷神社

この他、温泉街から北東に数キロ離れた高玉地区にも温泉があり、高玉金山跡地には入浴施設（2012年から休業中）がある。
また、温泉街から車で15分ほど北上した地域には、市営の郡山石筵ふれあい牧場があり、春から秋にかけては家族連れでにぎわう他、冬には近隣のリステルスキーファンタジアや沼尻スキー場の他、磐梯、猪苗代方面のスキー場への通り道になるため、スキー場帰りの客でにぎわう。